# 国家个人主义
国家个人主义（瑞典語：Statsindividualism）是一种推动国家与个人结盟的意识形态。该意识形态的基本原则是，强大的国家和个人自由并不相互排斥，而国家干预可以增强个人自主权。该术语由历史学家亨里克·贝格伦（瑞典語：Henrik Beggren）和拉尔斯·特雷高（瑞典語：Lars Trägårdh）于2006年创造。
国家个人主义的概念主要在描述或讨论北欧国家，尤其是瑞典时使用。虽然瑞典是世界上最先进的福利国家，但瑞典人非常个人主义。瑞典的福利政策和家庭法旨在将人们从对家庭、教会和私人慈善机构的依赖中解放出来。